# ادوین باردسلی
ادوین باردسلی (انگلیسی: Edwin Bardsley؛ 1883 – 18 نوامبر ۱۹۱۶ (۳۲−۳۳ سال)) بازیکن فوتبال بود.
از باشگاه‌هایی که در آن بازی کرده‌است می‌توان به باشگاه فوتبال استوک‌پورت کانتی اشاره کرد.